# (457175) 2008 GO98
362P/2008 GO98, malo tijelo Sunčevog sustava. Također nosi oznaku 4571752008 GO. Predotkriven listopada 2001. na snimkama ( Apache Point-Sloan Digital Sky Survey te poslije Palomar Mountain/NEAT Apsolutna magnituda, tj. magnitudu pri 1 AJ od Sunca i promatrača iznosi 12,9.
Asteroid iz Hildine skupine  i rijetki komet Glavnog asteroidnog pojasa iz najudaljenijih dijelova vanjskog Glavnog asteroidnog pojasa. Približni promjer mu je 15 km. Otkrili su ga astronomi iz programa Spacewatcha na opservatoriju Kitt Peak kod Tucsona, Arizona, SAD. Vjerojatno je od ugljika i rotacijsko razdoblje mu je oko 10,7 sati.
2008 GO98 svrstan je u Hildinu skupinu, ali i kao komet Glavnog pojasa koji pokazuje jasnu kometnu aktivnost, što je također opisano kao „kvazi Hildin komet”. Orbitna integracija unatrag sugerira da bi mogao biti centaur ili trans-neptunski objekt koji je okončao svoju dinamičnu evoluciju kao kvazi Hildin komet.
2008 GO98 ima Jupiterov Tisserandov parametar (TJ) od 2,926, tik ispod Jewittova praga od 3, koji je mjesto razlučivanja asteroida Glavnog pojasa (TJ veći od 3) i kometa Jupiterove obitelji (TJ između 2 i 3).